# Behind the Heart
『Behind the Heart』（ビハインドザハート）は、田村英里子の3枚目のアルバム。

## 収録曲
1. LAGOON（type-1）（2分19秒）
作曲・編曲：萩田光男
2. そよ風のプロローグ（イスタンブールバージョン）（4分37秒）
作詞：三浦徳子／作曲・編曲：Mark Davis
3. リバーシブル（4分19秒）
作詞・作曲：平松愛理／編曲：井上鑑
4. 街路樹のafternoon（4分59秒）
作詞・作曲：平松愛理／編曲：武部聡志
5. 星座を胸につけた夜（4分23秒）
作詞：麻生圭子／作曲・編曲：Mark Davis
6. 助手席のperfume（4分50秒）
作詞・作曲：平松愛理／編曲：萩田光男
7. MU・JU・N（3分40秒）
作詞：森由里子／作曲：葛口雅行／編曲：萩田光男
8. 風とSeptember（4分20秒）
作詞：三浦徳子／作曲：木戸やすひろ／編曲：新川博
9. もう逢えないなんて（3分27秒）
作詞：三浦徳子／作曲：小田裕一郎／編曲：萩田光男
10. River Side（4分34秒）
作詞：麻生圭子／作曲・編曲：Mark Davis
11. 去年のドレスは似合わない（4分40秒）
作詞：森由里子／作曲：都志見隆／編曲：大谷和夫
12. Domino（3分46秒）
作詞：平松愛理／作曲：鈴木康博／編曲：萩田光男
13. LAGOON（type-2）（0分52秒）
作曲・編曲：萩田光男